# 頭斑蘇彝士隆頭魚
頭斑蘇彝士隆頭魚，為輻鰭魚綱鱸形目隆頭魚亞目隆頭魚科的其中一種，分布於澳洲西北部、日本、夏威夷等海域，棲息深度119-272公尺，體長可達14.2公分，棲息在大陸棚海域，生活習性不明。

## 擴展閱讀
維基物種上的相關：頭斑蘇彝士隆頭魚